# Opius angustistriatus
Opius angustistriatus är en stekelart som beskrevs av Fischer 1964. Opius angustistriatus ingår i släktet Opius och familjen bracksteklar. Inga underarter finns listade i Catalogue of Life.